# Латаса, Давид
Давид Латаса Ласа (исп. David Latasa Lasa; род. 14 февраля 1974, Памплона) — испанский шоссейный велогонщик, выступавший на профессиональном уровне в период 1998—2006 годов. Участник супермногодневок «Тур де Франс», «Джиро д’Италия» и «Вуэльта Испании», победитель и призёр различных менее престижных гонок на шоссе.

## Биография
Давид Латаса родился 14 февраля 1974 года в городе Памплона автономного сообщества Наварра, Испания.
Впервые заявил о себе в 1997 году, одержав победу в гонках Circuit de Pascuas и Santikutz Klasika.
Дебютировал на профессиональном уровне в 1998 году в составе одной из сильнейших испанских команд Banesto.
В 1999 году отметился победой на одном из этапов многодневной гонки «Тур де л’Авенир», тогда как в генеральной классификации занял второе место, уступив только соотечественнику Унаю Осе.
В 2001 году в первый и единственный раз принял участие в супермногодневке «Джиро д’Италия», заняв в общем зачёте 35 место. Год спустя впервые проехал «Тур де Франс».
На сезон 2003 года перешёл в Kelme-Costa Blanca, в составе этой команды участвовал в «Тур де Франс» и дебютировал на «Вуэльте Испании», где занял в генеральной классификации 46 место. Кроме того, финишировал третьим на «Неделе Каталонии», пропустив вперёд только итальянца Дарио Фриго и соотечественника Хусепа Хуфре.
В период 2004—2006 годов представлял Comunidad Valenciana. В это время дважды участвовал в «Вуэльте Испании», занял четвёртое место в генеральной классификации «Вуэльте Каталонии», добился звания лучшего горного гонщика «Тура Страны Басков», дважды становился третьим в однодневной гонке Prueba Villafranca de Ordizia.
Латаса завершил спортивную карьеру в 2006 году после того как в ходе операции Пуэрто выяснилось, что он имел отношение к допинговой системе скандально известного доктора Эуфемиано Фуэнтеса. При всё при том, достоверно уличить его в употреблении запрещённых веществ следствию не удалось.